# Huszár István (nyomdász, 1844–1926)
Huszár István (Nyitra, 1844. február 10. – Nyitra, 1926. augusztus 25.) nyitrai nyomdász, könyvkiadó és -kereskedő, a Nyitramegyei Szemle tulajdonos kiadója.

## Élete
Huszár János vásárbíró, szűrszabó és Spanyár Mária fia. Testvérei voltak Ignác (1845), Erzsébet (1847), Antal (1849) és Katalin (1850). 1881-ben feleségül vette Braunsteiner Gizellát, aki 1883-ban elhunyt.
Előbb a Nyitrai Piarista Gimnáziumban, majd könyvkereskedőnek tanult, 1874-ben már 2300 kötetes könyvkölcsönzője volt Schempek Edével. 1879-ben megvásárolták Siegler Mihály könyvnyomdáját a Kalmár utcában. 1890-ben Schempek elhunyt s a nyomdát, papírkereskedést, könyvkölcsönzőt és könyvesboltot egészében átvette. 1898-ban emeletet húzott az épületre, 1901-től a nyomdát gázmotorok, 1914-től villanymotorok hajtották. A könyvkiadót 1912-ben átadta fiának ifj. Huszár Istvánnak.
1884-től a Nyitrai Ipartársulat alapító tagja, alelnöke és választmányi tagja volt. Könyvnyomdájában készültek a nyitrai egyházi sematizmusok és kiadványok, iskolai értesítők, naptárak, céges emlékkiadványok, orvosi és történeti könyvek, gyászjelentések. Ott adták ki 1882-1884 között a Gazdasági Értesítőt, 1882-1883 között a Nyitramegye hetilapot, 1884-1886 között a Gazdasági Útmutatót, 1892-1912 között a Nyitramegyei Szemlét. Városi kereskedelmi tanácsosnak nevezték ki.

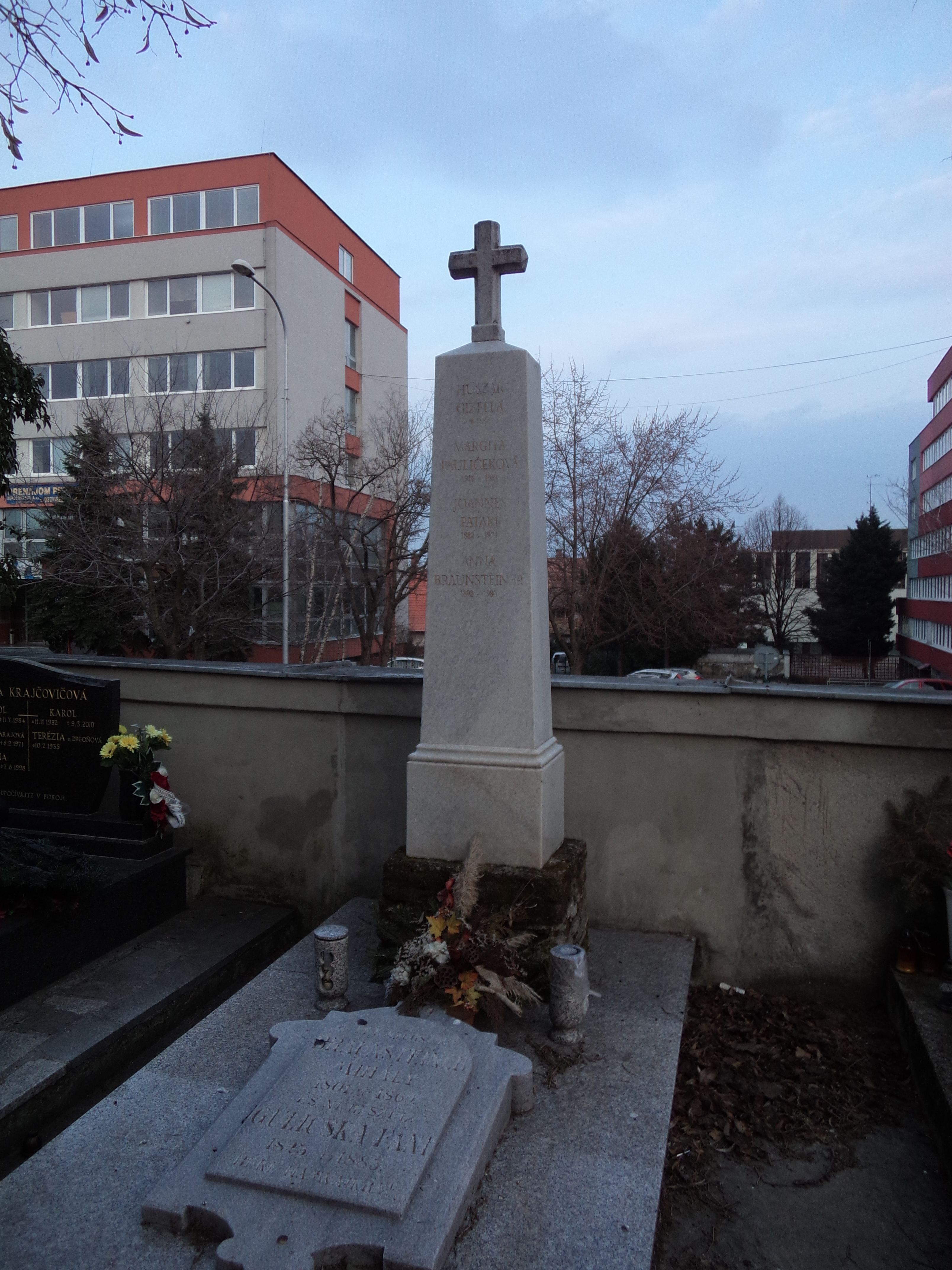
Felesége H. Braunsteiner Gizella sírja

A nyitrai városi temetőben családi sírboltban nyugszik.